# Hermann Wiesler
Hermann Wiesler (* 27. Februar 1932 in Dortmund; † 21. November 1999 bei Apolda) war ein deutscher Kunstsoziologe.

## Leben
Wiesler war von 1975 bis 1997 Professor für Kunstsoziologie an der Berliner Hochschule der Künste (heute: Universität der Künste Berlin). Parallel dazu unterrichtete er bis 1999 an der FU Berlin am Otto-Suhr-Institut. Wiesler war Außerordentliches Mitglied des Deutschen Künstlerbundes sowie Gründungs- und Vorstandsmitglied des Neuen Berliner Kunstvereins. An der UdK in der Hardenbergstraße organisierte er fast zwei Jahrzehnte lang die Vortragsreihe was ist modern? In West-Berlin führte er in seiner Wohnung einen Salon, der einen Treffpunkt der Kulturszene bildete.

## Akademischer Lebenslauf
Er war 1975 bis 1997 Professor für Kunstsoziologie und Ästhetik an der Berliner Hochschule der Künste, daneben bis 1997 Dozent am Otto-Suhr-Institut der FU Berlin.
1965 bis 1968 war er Vorstandsmitglied der Deutschen Gesellschaft für Bildende Kunst, 1969 Gründungsmitglied des Neuen Berliner Kunstvereins und 1978 Vorstandsmitglied der Karl-Hofer-Gesellschaft.

## Wirken
Die Arbeit von Künstlern, oft aus der Hochschule der Künste (UdK), begleitete er mit einführenden Reden bei Vernissagen sowie Katalogtexten. Zur Vorbereitung besuchte er die Künstler im Atelier und befrug sie zu Malweise oder Entstehen von Plastiken. So entstanden rund einhundert Aufsätze, die in den Sammelwerken „Bilderleben I“ und „Bilderleben II“ vereint wurden. Er war einer der Autoren der ARD/ZDF-Fernsehserie 1000 Meisterwerke. 1996 kuratierte er die Jubiläums-Ausstellung „Akademie-Akademie“ zum 300-jährigen Bestehen der Akademie der Künste sowie der Hochschule der Künste am Standort der UdK am Hardenbergplatz und edierte den gleichnamigen Begleitband.
Wiesler vermittelte Kunst der Gegenwart an Sammler und er arbeitete als Sachverständiger, zum Beispiel für „Kunst am Bau“. Auf seine Vermittlung sind viele Kunstwerke in den Ausstellungsbereich öffentlicher Bauwerke gelangt, beispielsweise Karl Horst Hödickes Mauerzyklus im Berliner Abgeordnetenhaus, Walter Stöhrers Großformate im Amtssitz des Bundespräsidenten (Schloss Bellevue) sowie Christoph M. Gais’ Zyklus im Louise-Schroeder-Saal im Roten Rathaus von Berlin.
Wieslers über 40.000 Bände umfassende Privatbibliothek bildet den Grundstock des Deutschen Forums für Kunstgeschichte in Paris.

## Salon
Wieslers mehrere hundert Quadratmeter große Altbauwohnung an der Spree in West-Berlin (heute aufgelöst) bestand aus einer Galerie von Bücher- und Bilderwänden. Hier führte er einen der bekanntesten West-Berliner Salons, dessen Bewirtung er alleine bestritt, oft bei Riesling, Wasser, Frankenlaib und Brie, ein Treffpunkt von Politik, Kultur und Studentenwelt.

## Hommage an Hermann Wiesler
„Für das Andenken an den Sammler, Mäzen, Kritiker und Enthusiasten, den Homme de lettres, Gelehrten und Humanisten,“ war schon 1992 zu Lebzeiten gesorgt worden. 35 Künstler stifteten eine Serie von Grafiken, um die Publikation der Katalogtexte in dem Sammelwerk „Bilderleben I“ zu finanzieren. Nach seinem Tod vereinigten sich weitere 43 Künstler und stifteten graphische Arbeiten für die Kassette „Bilderleben II“, aus deren Verkauf die Publikation seiner Nachlass-Schriften, „Bilderleben II“ finanziert wurde, eine Sammlung von Katalogtexten. Die Kassette Bilderleben I befindet sich in den Sammlungen der Berlinischen Galerie, die Edition Bilderleben II im Berliner Kupferstichkabinett.

## Hermann Wiesler in der Kunstwelt
- Rainer Fetting: Hermann w. (Portrait Hermann Wiesler), Acryl auf Leinwand, 1973[7][8]
- G. L. Gabriel-Thieler: Portrait Hermann Wiesler, Acryl auf Leinwand.
- Karl Horst Hödicke: Für Her-Mann, im und vor Sonnenuntergang, Acryl auf Leinwand.
- Klaus Fußmann: Portrait Hermann Wiesler, (Sammlung Corps Rhenania Freiburg)
- Wolfgang Rihm: Zwiesprache, 1999, Komposition für Klavier, 5. Hermann Wiesler in memoriam[9][10]

## Werke (Auswahl)
- Hermann Wiesler: Ansgar Nierhoff, alles verbirgt sich darin, dahinter, dazwischen, Wella, Darmstadt, 1992, 27 S.
- Akademie – Akademie. Akademie der Künste, 300 Jahre, Hochschule der Künste. Hermann Wiesler (Hg.). Vice Versa Verlag: Berlin, 1996.
- Hermann Wiesler: Bilderleben, Teil 1: Bilder und Künstler 1967–1992 , Wienand, Köln, 1992, ISBN 3-87909-283-4, Inhaltsverzeichnis
- Hermann Wiesler, Christian Pricelius (Hrsg.): Bilderleben II: Texte zur modernen Kunst: Kunst und Künstler 1992–1999, Bostelmann & Siebenhaar, Berlin, 2002, ISBN 3-934189-85-7, 381 S.